# Republikkens dag
Republikkens dag er navnet på en offentlig helligdag i adskillige lande for at mindes den dag, da et land blev en republik. 
- Wikimedia Commons har flere filer relateret til Republikkens dag

| Festival | Spire Denne artikel om festivaler og mærkedage er en spire som bør udbygges. Du er velkommen til at hjælpe Wikipedia ved at udvide den. |